# المحاريق (ذي السفال)

تعديل مصدري - تعديل

المحاريق هي إحدى قرى عزلة وادي ضباء بمديرية ذي السفال التابعة لمحافظة إب، بلغ تعداد سكانها 311 نسمة حسب تعداد اليمن لعام 2004.